# Білальйонґа-да-Те
Білальйонґа-да-Те (Catalan pronunciation: [ˌbiləˈʎoŋɡə ðə ˈtɛɾ]) — село в Іспанії, у складі провінції Жирона та автономної спільноти Каталонія.